# Markle (Indiana)
Markle è un comune degli Stati Uniti d'America, situato nello Stato dell'Indiana, diviso tra la contea di Huntington e la contea di Wells.